# 5603 Rausudake
Az 5603 Rausudake (ideiglenes jelöléssel 1992 CE) egy kisbolygó a Naprendszerben. Kin Endate és Vatanabe Kazuró fedezte fel 1992. február 5-én.